# Radius Travel
Radius Travel este o agenție de turism, cu sediul în Washington, care are 86 de agenții membre, în peste 70 de țări.
Fiecare agenție este partener egal și deține o singură acțiune pentru a se preîntâmpina monopolul.
Grupul oferă peste 6.000 de locații de călătorie și are circa 20.000 angajați.
Este una dintre cele mai importante firme de management turistic din lume, alături de American Express și Carlson Wagonlit.